# Anna Boden
Anna Boden (Newton, 20 ottobre 1979) è una regista, sceneggiatrice e montatrice statunitense, noto per aver diretto i film Sugar - Il giovane campione e Captain Marvel, lavorando spesso in collaborazione con il regista Ryan Fleck.

## Biografia
Anna Boden nasce a Newton, in Massachusetts, dove cresce con la passione per il cinema, la letteratura inglese e la fotografia. Da matricola al liceo, scopre il cinema, quando si iscrive a un corso di "Introduzione al Cinema" per studenti più grandi e scrive una relazione sul regista Robert Altman. Successivamente studia cinema e inglese alla Columbia University, a New York, prendendosi un anno sabbatico dopo il terzo anno per prendere parte a un programma AmeriCorps a Seattle, dove contribuisce a sviluppare un corso di regia per gli studenti del programma Talent Search.
Dopo essere tornata per il suo ultimo anno alla Columbia University, Anna Boden segue un corso estivo di cinema all'Università di New York dove incontra Ryan Fleck, che lavorava nel dipartimento di montaggio cinematografico della NYU poco dopo la laurea. I due legano grazie al comune interesse nei confronti delle opere di Robert Altman e, quando Ryan Fleck termina il suo cortometraggio di tesi Struggle, decidono di iniziare a collaborare nella realizzazione di alcuni film studenteschi e iniziano a frequentarsi.
Anna Boden e Ryan Fleck realizzano assieme i cortometraggi documentari Have You Seen This Man? e Young Rebels, prima di scrivere e dirigere il cortometraggio Gowanus, Brooklyn, mirato ad attrarre potenziali finanziatori per la loro sceneggiatura non ancora sviluppata di Half Nelson. Il cortometraggio vince un premio al Sundance Film Festival del 2004 e Anna Boden e Ryan Fleck vengono successivamente invitati al Sundance Writer's Lab per ricevere un riscontro professionale sulla sceneggiatura del film Half Nelson. Il film non riceve i finanziamenti sperati per anni e Anna Boden e Ryan Fleck spesso tornano a revisionare la sceneggiatura tra un progetto e l'altro, come ad esempio i cortometraggi sul sesso sicuro per il CDC. A tal proposito Ryan Fleck dichiarerà in seguito: "Stavamo cercando di farlo decollare, quindi avevamo un sacco di tempo per continuare a scrivere e riscrivere. Penso che il tempo sia stato prezioso perché credo che l'abbiamo reso il migliore possibile.".

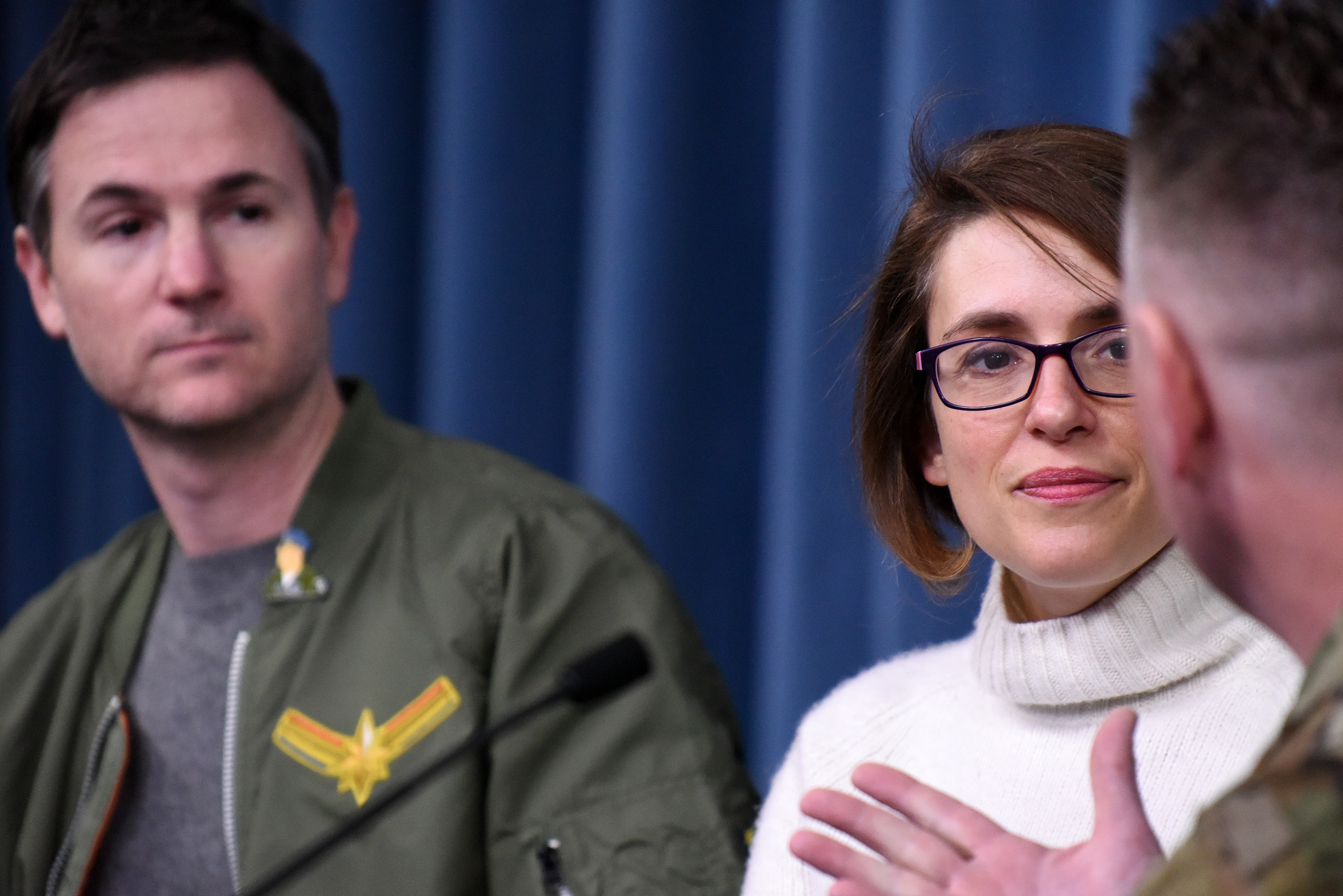
Ryan Fleck e Anna Boden al Pentagono durante la lavorazione del film Captain Marvel

Ryan Fleck entra in disaccordo con Anna Boden durante la scrittura del film, anche se sostiene che il loro sistema di "avanti e indietro" per riscrivere reciprocamente il lavoro abbia sempre funzionato bene. Sebbene Fleck sia stato l'unico dei due a venire accreditato come regista del film, ha dichiarato pubblicamente che il lavoro è stato diviso equamente tra i due. The New York Sun ha descritto la coppia "partner nel lavoro e nella vita", affermando "Lavorano come una vera squadra, dalla sceneggiatura al prodotto finito. Il signor Fleck ha diretto il film. La signora Boden ha prodotto e montato. I loro titoli ufficiali, tuttavia, nascondono il modo fluido in cui si occupano della realizzazione dei film." Nonostante gli sforzi per rendere la sceneggiatura "la migliore possibile" prima delle riprese, Ryan Fleck incoraggia gli attori di Half Nelson a improvvisare, anche se lui e l'attore principale Ryan Gosling compromettono molte scene durante le prove poiché Ryan Fleck pensa che le idee di Ryan Gosling divergano troppo dalla sceneggiatura in alcuni casi. Half Nelson viene bene accolto dalla critica e l'interpretazione di Ryan Gosling che gli vale un Independent Spirit Awards quale  miglior attore protagonista e una candidatura ai Critics' Choice Awards, ai Satellite Award, agli Screen Actors Guild Award e al Premio Oscar.
Nel 2008 Anna Boden e Ryan Fleck scrivono e dirigono insieeme il film Sugar - Il giovane campione, presentato in anteprima al Sundance Film Festival del 2008. Il film racconta la storia di un diciannovenne dominicano che emigra negli Stati Uniti per giocare a baseball nelle serie minori. I due scrivono il film dopo aver fatto ricerche su molti immigrati dominicani che arrivano negli USA per giocare nelle città delle serie minori, affermando: "Le storie che abbiamo sentito erano così affascinanti che sono diventate ciò che stavamo scrivendo prima ancora di decidere che sarebbe stato il nostro prossimo progetto". In seguito collaborano all'adattamento cinematografico del romanzo di Ned Vizzini It's Kind of a Funny Story, da cui viene tratto il film omonimo, uscito l'8 ottobre 2010, distribuito in italiano con il titolo 5 giorni fuori.
Nel 2012, il duo inizia a lavorare a un film sul gioco d'azzardo intitolato Mississippi Grind. L'idea nasce durante una visita ai casinò fluviali dell'Iowa. A questo punto della loro carriera, Anna Boden e Ryan Fleck sono entrati perfettamente in sintonia: "All'inizio della nostra collaborazione abbiamo dovuto affrontare molte questioni relative alla fiducia e all'ego. Oggigiorno, queste questioni sono quasi del tutto scomparse. Avere un partner creativo di cui ci si può fidare completamente è una risorsa meravigliosa.". Anna Boden e Ryan Fleck lavorano anche in televisione, dirigendo singoli episodi delle serie televisive The Big C (2011), The Affair - Una relazione pericolosa (2015) e Billions (2016-2017).
Nell'aprile 2017, Anna Boden e Ryan Fleck vengono scelti come registi del film dei Marvel Studios Captain Marvel, parte del franchise Marvel Cinematic Universe, basato sui personaggi dei fumetti Marvel dei Vendicatori, e che vede protagonista la supereroina Ms. Marvel, alias Carol Danvers, interpretata da Brie Larson. La coppia era già stata presa in considerazione in precedenza per dirigere un altro film dell'MCU, Guardiani della Galassia, poi affidato a James Gunn. Il produttore Kevin Feige si rivolge a loro con queste parole: "Abbiamo incontrato moltissime persone... e Anna e Ryan avevano un modo incredibile di parlare di Carol Danvers e del suo percorso. Vogliamo registi che possano aiutarci a concentrarci ed elevare il percorso del personaggio in modo che non si perda nello spettacolo.". Il film esce nel marzo 2019 e diviene un successo al botteghino, incassando oltre 1 miliardo di dollari in tutto il mondo. Nel maggio dello stesso anno viene annunciato che la coppia avrebbe diretto e prodotto i primi due episodi della miniserie televisiva Mrs. America, con protagonista Cate Blanchett nel ruolo di Phyllis Schlafly. A gennaio 2020 viene rivelato che Anna Boden e Ryan Fleck sarebbero in trattative per dirigere una serie televisiva Marvel per Disney+.

## Vita privata
Anna Boden e Ryan Fleck si sono frequentati in passato, tuttavia, contrariamente a quanto si crede, non sono una coppia sposata. All'uscita del film Mississippi Grind, Anna Boden era incinta. Anna Boden è ebrea.

## Filmografia

### Regista

#### Cinema
- Have You Seen This Man?, co-diretto con Ryan Fleck - cortometraggio (2003)
- Gowanus, Brooklyn, co-diretto con Ryan Fleck - cortometraggio (2004)
- Young Rebels, co-diretto con Ryan Fleck - mediometraggio (2005)
- Sugar - Il giovane campione (Sugar), co-diretto con Ryan Fleck (2008)
- 5 giorni fuori (It's Kind of a Funny Story), co-diretto con Ryan Fleck (2010)
- Mississippi Grind, co-diretto con Ryan Fleck (2015)
- Captain Marvel, co-diretto con Ryan Fleck (2019)
- Freaky Tales, co-diretto con Ryan Fleck (2024)

#### Televisione
- The Big C – serie TV, episodi 2x09-2x10 (2011)
- The Affair - Una relazione pericolosa – serie TV, episodi 2x03-2x07 (2015)
- Billions – serie TV, episodi 1x11-2x02-2x12 (2016-2017)
- Room 104 - serie TV, episodio 1x10 (2017)
- Mrs. America, co-diretta con Ryan Fleck - miniserie TV (2020)
- Masters of the Air, co-diretta con Cary Fukunaga, Ryan Fleck, Dee Rees e Timothy Van Patten - minserie TV (2024)

### Produttrice

#### Cinema
- Gowanus, Brooklyn, regia di Anna Boden e Ryan Fleck - cortometraggio (2004)
- Young Rebels, regia di Anna Boden e Ryan Fleck - mediometraggio (2005)
- Half Nelson, regia di Ryan Fleck (2006)
- Sugar - Il giovane campione (Sugar), regia di Anna Boden e Ryan Fleck (2008)
- Naked Singularity, regia di Chase Palmer (2021)
- Freaky Tales, regia di Anna Boden e Ryan Fleck (2024)

#### Televisione
- 30 for 30 - serie TV, episodio 2x21 (2014)
- Mrs. America, regia di Anna Boden e Ryan Fleck - miniserie TV (2020)

### Sceneggiatrice

#### Cinema
- Gowanus, Brooklyn, regia di Anna Boden e Ryan Fleck - cortometraggio (2004)
- Half Nelson, regia di Ryan Fleck (2006)
- Sugar - Il giovane campione (Sugar), regia di Anna Boden e Ryan Fleck (2008)
- 5 giorni fuori (It's Kind of a Funny Story), regia di Anna Boden e Ryan Fleck (2010)
- Mississippi Grind, regia di Anna Boden e Ryan Fleck (2015)
- Captain Marvel, regia di Anna Boden e Ryan Fleck (2019)
- Freaky Tales, regia di Anna Boden e Ryan Fleck (2024)

#### Televisione
- Room 104 - serie TV, episodio 1x10 (2017)

## Riconoscimenti
- Academy of Science Fiction, Fantasy & Horror Films
  - 2019 - Candidatura al miglior regista per Captain Marvel (condiviso con Ryan Fleck)
- Alliance of Women Film Journalists
  - 2006 - Premio EDA alla miglior sceneggiatura scritta da una donna per Half Nelson
- Black Reel Awards
  - 2010 - Candidatura al miglior film indipendente per Sugar - Il giovane campione (condiviso con Ryan Fleck)
- Boston Independent Film Festival
  - 2003 - Premio del pubblico per il cortometraggio per Have You Seen This Man? (condiviso con Ryan Fleck)
- Cinequest San Jose Film Festival
  - 2003 - Premio del pubblico per il miglior cortometraggio per Have You Seen This Man?
- Dragon Awards
  - 2019 - Candidatura al miglior film di fantascienza o fantasy per Captain Marvel (condiviso con Ryan Fleck e Geneva Robertson-Dworet)
- Film Independent Spirit Awards
  - 2009 - Candidatura alla miglior sceneggiatura per Sugar - Il giovane campione (condiviso con Ryan Fleck)
  - 2007 - Candidatura al miglior film per Half Nelson
  - 2007 - Candidatura alla miglior candidatura originale per Half Nelson
- Gotham Independent Film Awards
  - 2006 - Miglior film per Half Nelson (condiviso con Jamie Patricof, Alex Orlovsky, Lynette Howell Taylor, Ryan Fleck e Rosanne Korenberg)
- Hollywood Critics Association Midseason Awards
  - 2019 - Candidatura alla miglior sceneggiatura non originale per Captain Marvel (condiviso con Ryan Fleck e Geneva Robertson-Dworet)
- Locarno Film Festival
  - 2006 - Premio della giuria per Half Nelson
- Nantucket Film Festival
  - 2006 - Premio per la sceneggiatura per Half Nelson
- Premio Hugo
  - 2020 - Candidatura alla miglior rappresentazione drammatica, forma lunga per Captain Marvel (condiviso con Geneva Robertson-Dworet e Ryan Fleck)
- Primetime Emmy Awards
  - 2020 - Candidatura alla miglior miniserie per Mrs. America (condiviso con Dahvi Waller, Stacey Sher, Coco Francini, Cate Blanchett, Micah Schraft e Ryan Fleck)
- Science Fiction and Fantasy Writers of America
  - 2020 Candidatura al Bradbury Award in qualità di miglior rappresentazione drammatica per Captain Margel (condiviso con Geneva Robertson-Dworet e Ryan Fleck)
- Sundance Film Festival
  - 2008 - Candidatura al gran premio della giuria - U.S. Dramatic per Sugar - Il giovane campione (condiviso con Ryan Fleck)
- Women Film Critics Circle Awards
  - 2009 - Candidatura al miglior film di una donna per Sugar - Il giovane campione
- Women's Image Network Awards
  - 2021 - Candidatura al miglior spettacolo prodotto da una donna per Mrs. America (condiviso con Dahvi Waller, Stacey Sher, Cate Blanchett e Coco Francini)
- Woodstock Film Festival
  - 2009 - Miglior montaggio in un lungometraggio narrativo per Children of Invention